# Sokolík zakrslý
Sokolík zakrslý (Microhierax fringillarius) je velmi malý druh sokolovitého ptáka, který se vyskytuje v jihovýchodní Asii (Myanmar, Thajsko, Indonésie, Brunej, Malajsie, Singapur).

## Systematika
Druh popsal belgický přírodovědec Auguste Drapiez v roce 1824 jako Falco fringillarius. Taxon byl později přeřazen do nepočetného rodu sokolů Microhierax. Je úzce příbuzný se sokolíkem obojkovým (Microhierax caerulescens).

Vybraná dobová vyobrazení
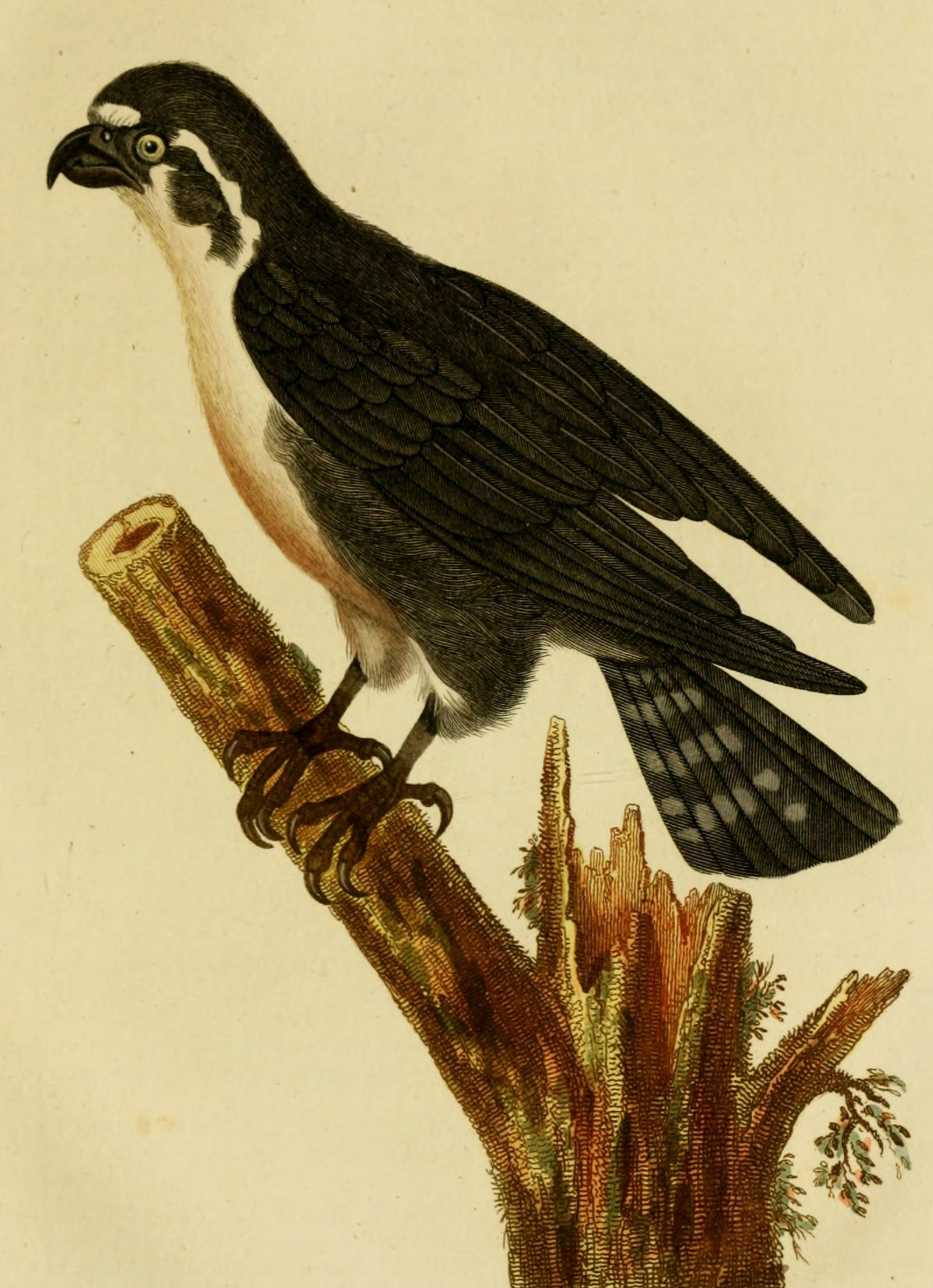
Auguste Drapiez, 1824
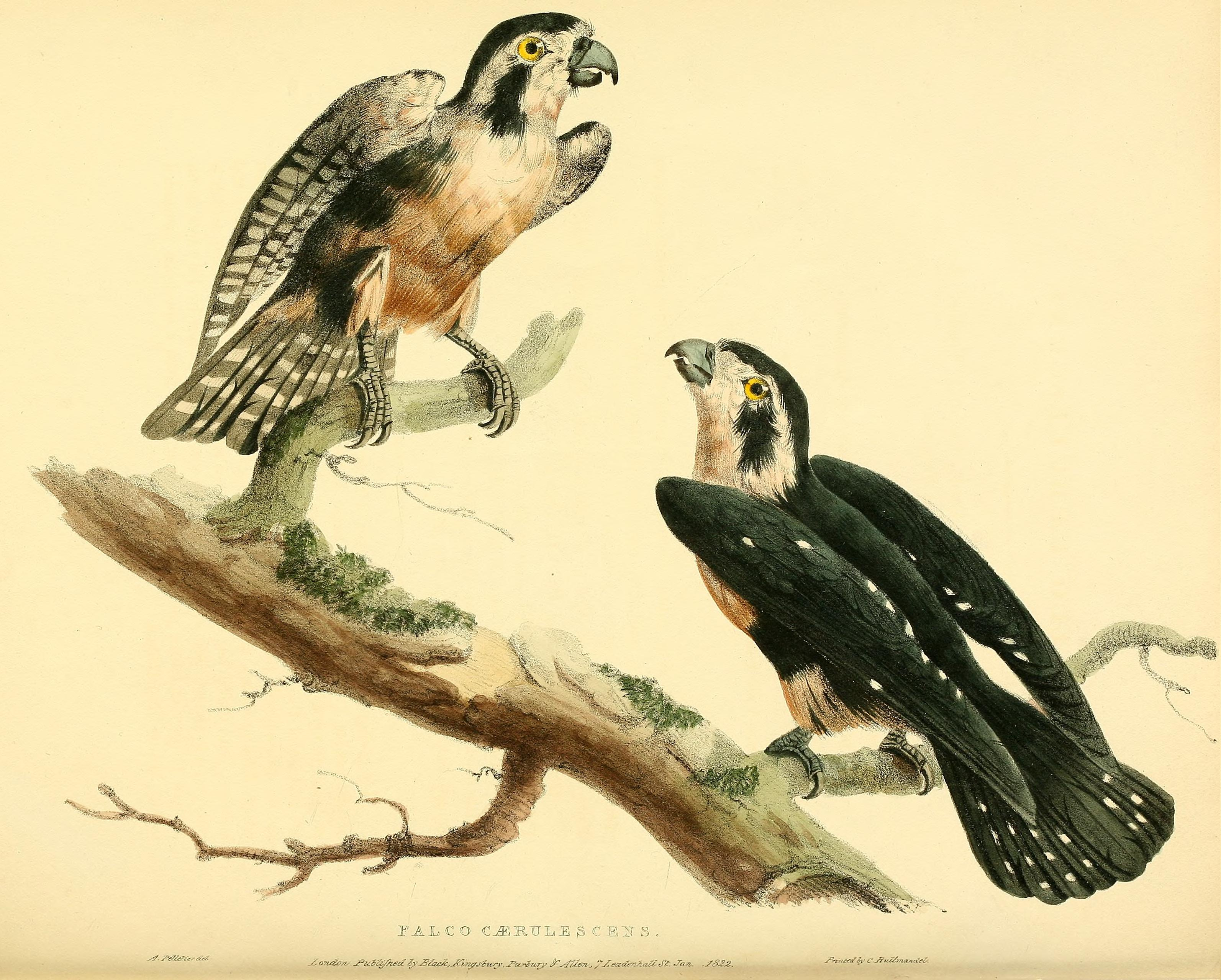
A. Pelletier, 1822
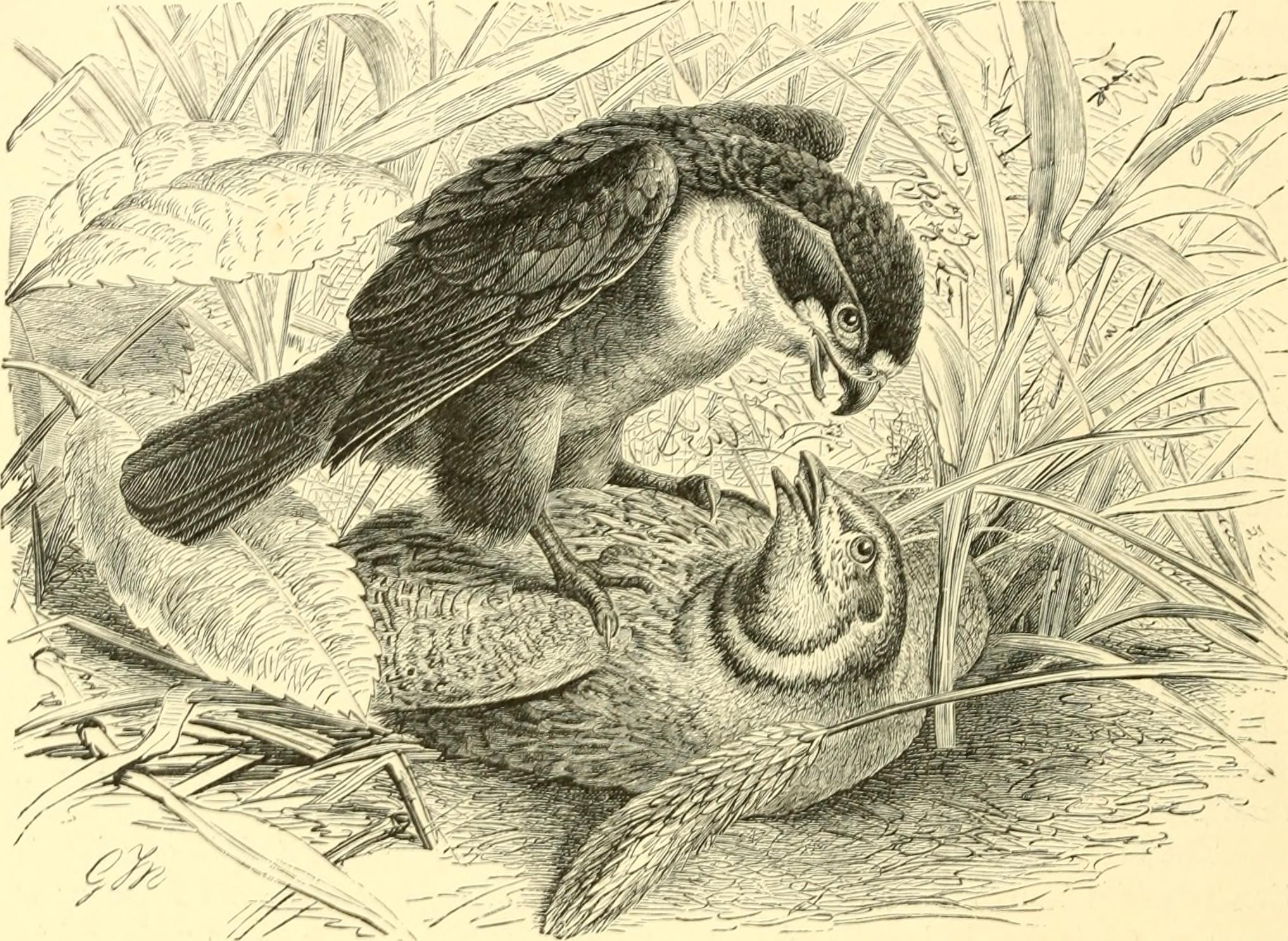
1893

## Popis
Jedná se o velmi malého dravce o délce 14–17 cm a váze 28–55 g. U samce je křídlo dlouhé 87–103 mm, ocas 49–55 mm, běhák 18–22 mm. Křídlo samice je dlouhé 93–105 mm, ocas 52–62 mm, běhák 18–22 mm. Tyto rozměry z druhu činí jednoho z nejmenších sokolů na světě, resp. i jednoho z nejmenších dravých ptáků na světě.
Sokolík zakrslý je obrysem těla podobný ťuhýkům. Korunka je černá, na čele se nachází malá bílá příčná skvrna. Přes oko se táhne černý pruh, obočí je bílé a směřuje za okem dolů k týlu, kde se rozšiřuje. Svrchní strana těla je černá. Horní část hrudi je bílá, dolní část hrudi a břicha jsou červenohnědé. Spodní část ocasu je černá s 3–4 bílými příčnými pruhy. Spodní část křídel je bílá s občasným černým pruhováním. Stehna a boky jsou černé. Duhovky jsou černohnědé. Zobák, ozobí a nohy jsou černé. Pohlavní dimorfismus je jen nevýrazný; samice bývají o 3–18 % větší než samci a jejich ocas je v průměru o 10 % delší.

## Biologie

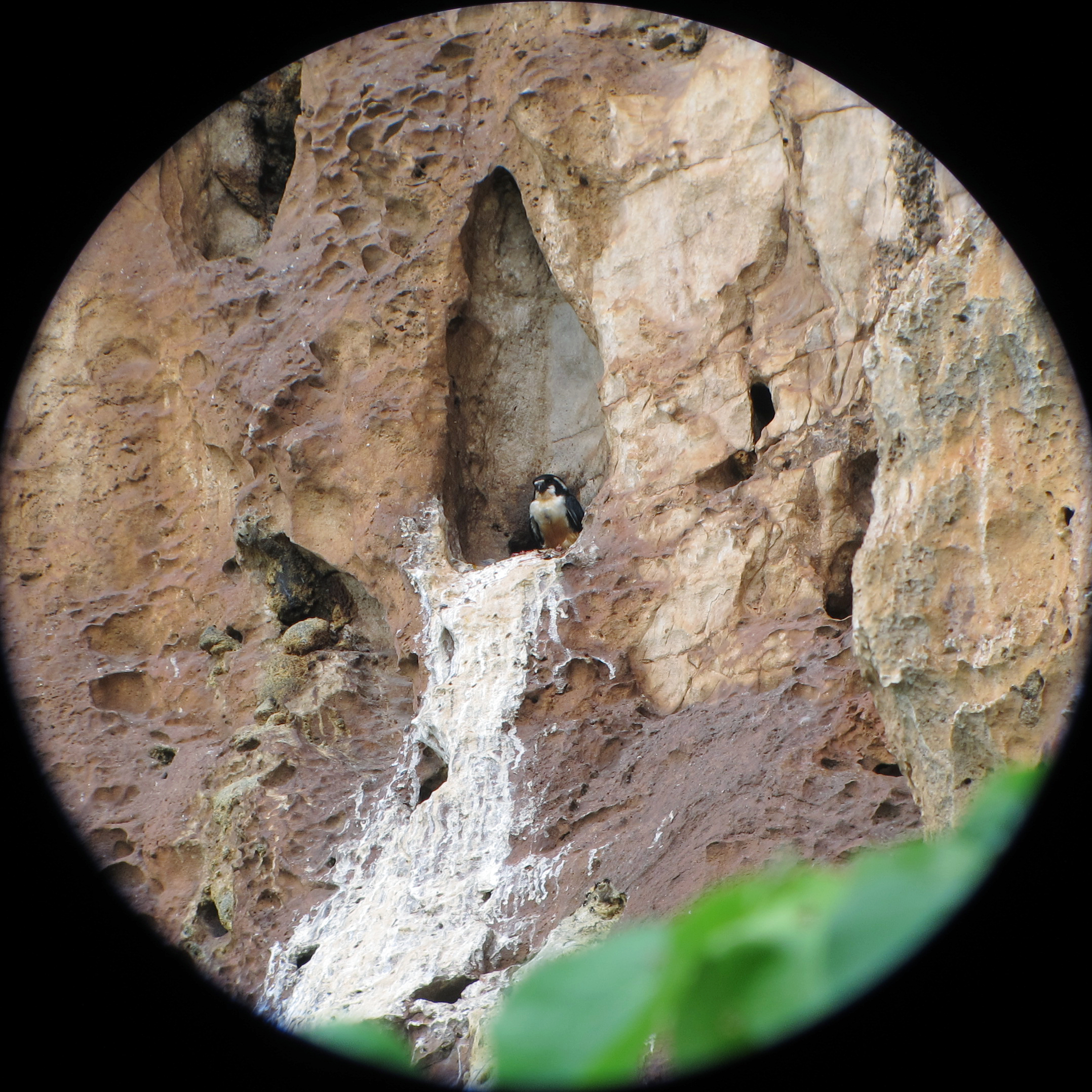
Jedinec na hnízdě

Typické stanoviště druhu tvoří otevřené lesní porosty, paseky, okraje primárního i sekundárního lesa, pole i vesnice. Druh se poměrně dobře adaptoval na krajinu změněnou člověkem a má poměrně vysokou toleranci na rušivé vlivy lidských aktivit. Často se vyskytuje v blízkosti řek a potoků. Sokolík obývá nadmořské výšky od hladiny moře do 1500 m n. m. Hlasově se projevuje vysoce položeným, výrazným šjeu a rychle se opakujícím kli-kli-kli-kli.
Živí se hmyzem (rovnokřídlí, brouci, motýli, noční motýli do rozpětí křídel 20 cm, vážky, termiti, cikády), občasně sežere i malé ptáky, netopýry nebo ještěrky. K zaznamenaným ptákům, které sokolík zakrslý lovil, patří panenka černohlavá (Lonchura atricapilla), panenka bělohlavá (Lonchura maja), vlaštovka obecná (Hirundo rustica), salangana sundská (Collocalia linchi) nebo timálie černotemenná (Pellorneum capistratum).
Sokolík zakrslý je hostem celé řady druhů roztočů jako jsou Hieracolichus nisi, Dubininia microhieracis nebo roztoči z rodu Szeptyckiana.

### Hnízdění
Severně od rovníku dochází k zahnízdění mezi únorem a červnem, jižně od rovníku mezi listopadem a prosincem. Většinou zahnízdí ve stromové dutině po vousácích nebo datlech ve výšce 6–20 m. Hnízdo si nestaví, samice klade 4–5 vajec přímo na dno dutiny. V těchto dutinách dochází i ke hřadování.

## Rozšíření a populace
Sokolík zakrslý se přirozeně vyskytuje v Malajsii, Myanmaru, Indonésii, Bruneji a Singapuru. Populace druhu nebyla kvantifikována, odhaduje se na desítky tisíc jedinců. Mezinárodní svaz ochrany přírody populaci druhu považuje za stabilní a druh proto hodnotí jako málo dotčený.